# Magánlakáshoz való jog

## Fogalma
A magánlakáshoz és a jogi személy céljaira szolgáló helyiségekhez fűződő jogokat a törvény védeni rendeli. Mind az embernek, mind a jogi személynek a gazdasági illetve a társadalmi rendeltetésének betöltéséhez elkülönült, más által nem háborgatott térre van szükségük. A magánlakás garantálja az emberi méltósághoz való életmód megvalósulását, a regenerálódás, szabadidő eltöltésének helyét és a családi élet megvalósulásának helyszínét. A jogi személy céljaira szolgáló helyiségek szintén feltételei magának a társaság működésének, mivel a jogi személyt nem lehet bejegyezni, ha nem létezik elkülönült helyisége: telephelye, székhelye.
A személyes szabadság megsértését, veszélyeztetését a jogalkotás legfőképpen a büntetőjog terén szankcionálja. Személyi szabadság megsértése, Kényszerítés – általános jellegű Magánlaksértés – lakóhely szabadságának megsértése.

## Magánlakás
A magánlakás minden olyan tartózkodási hely, helyiség, mely a magánszemély életvitelét rendszeresen vagy ideiglenesen szolgálja. A helyiség jellege nem releváns, se a használat jogcíme (bérlet, tulajdon, haszonélvezet stb.). A magánlakásban az ember rendszeresen vagy időközönként visszatérően tartózkodik, ott az általános, biológiai életvitelével kapcsolatos tevékenységet végez, tehát nem beszélhetünk a munkahely, iroda esetében magánlakásról. Lakásnak kell tekinteni a lakókocsit, sátort is, hiszen ideiglenesen – vagy állandó jelleggel – magánszemélyek tartózkodási helyéül szolgál.

## Jogi személy céljára szolgáló helyiségek
Az a helyiség minősül a jogi személy céljára szolgálónak, ahol célját, feladatát megvalósítja. Ezek lehetnek nyitottak (pl. áruház) és zártak (pl. iroda).

## Jelentősége
A jog általánosságban védi a magánlakás sérthetetlenségét, így ha a magánszemélyt a saját magánlakásában kialakított életvitelében zavarnak, sértenek, vagy a jogi személy tagjait akadályozzák tevékenységük kifejtésében, úgy az a magánlakáshoz, jogi személy céljára szolgáló helyiségek megzavarásának minősül, a jog által szankcionálható. A magánlakáshoz való jog megsértésére a bíróságok, hatóságok előtt kevésbé szoktak hivatkozni, hiszen a jogrendszer más területei gyorsabban és hatásosabban képesek a jogvédelmet biztosítani, pl a büntetőjog a magánlakás megsértése bűncselekményére hivatkozással a rendőrség, ügyészség eljár, vagy a polgári jog terén a birtokvédelem eszközeivel.